# الحزب الاشتراكي المصري
الحزب الاشتراكي المصري هو حزب سياسي مصري تم الإعلان عن بدأ تأسيسه في 18 يونيو 2011 عقب ثورة 25 يناير بحضور رموز من التيار اليساري المصري.و الحزب الاشتراكي المصري عضو مؤسس في تحالف الثورة مستمرة. يرفض الحزب أيديولوجية النيوليبرالية.
من أبرز قيادات الحزب:
- أحمد بهاء الدين شعبان من مؤسسي حركة كفاية.[1]
- كريمة الحفناوي من قيادات حركة كفاية والجمعية الوطنية للتغيير.[1]
- سمير أمين.[1]
- سلوى العنتري الخبيرة المصرفية.[1]
- محمد نور الدين الخبير الاقتصادي.[1]

## وصلات خارجية
- الصفحة الرسمية للحزب الاشتراكي المصري  على فيسبوك.